# Bride of Chucky
Bride of Chucky är en amerikansk skräckfilm från 1998 med Brad Dourif (endast röst) och Jennifer Tilly i huvudrollerna.

## Handling
Detta är den tredje uppföljaren till 1988 års Den onda dockan där en seriemördare med hjälp av voodookrafter placerar sin själ i en docka och ständigt är på jakt efter en ny mänsklig kropp. Denna gång blir Chucky återuppväckt av en gammal flickvän, Tiffany, från tiden innan han blev en docka. Efter att även Tiffanys själ överförts till en dockas kropp så ger sig det smått galna paret ut på en minst sagt makaber bröllopsresa för att leta efter en amulett som kan hjälpa de båda till sina forna kroppar.

## Om filmen
Filmen regisserades av Ronny Yu och är 89 minuter lång. Detta är den fjärde delen i en serie som påbörjades om dockan Chucky och hans försök till att återfå en mänsklig kropp. Denna film följer tvåans genrebyte och är fylld med ännu fler komiska inslag istället för att vara renodlad skräck.

## Övriga filmer i serien
- Den onda dockan (1988)
- Den onda dockan 2 (1990)
- Den onda dockan 3 (1991)
- Seed of Chucky (2004)
- Curse of Chucky (2013)

## Rollista (i urval)
- Jennifer Tilly - Tiffany
- Brad Dourif - Charles Lee Ray/Chucky (röst)
- Katherine Heigl - Jade
- Nick Stabile - Jesse
- Gordon Michael Woolvett - David
- John Ritter - Warren
- Alexis Arquette - Damien